# 이스라엘의 가자 지구 철수

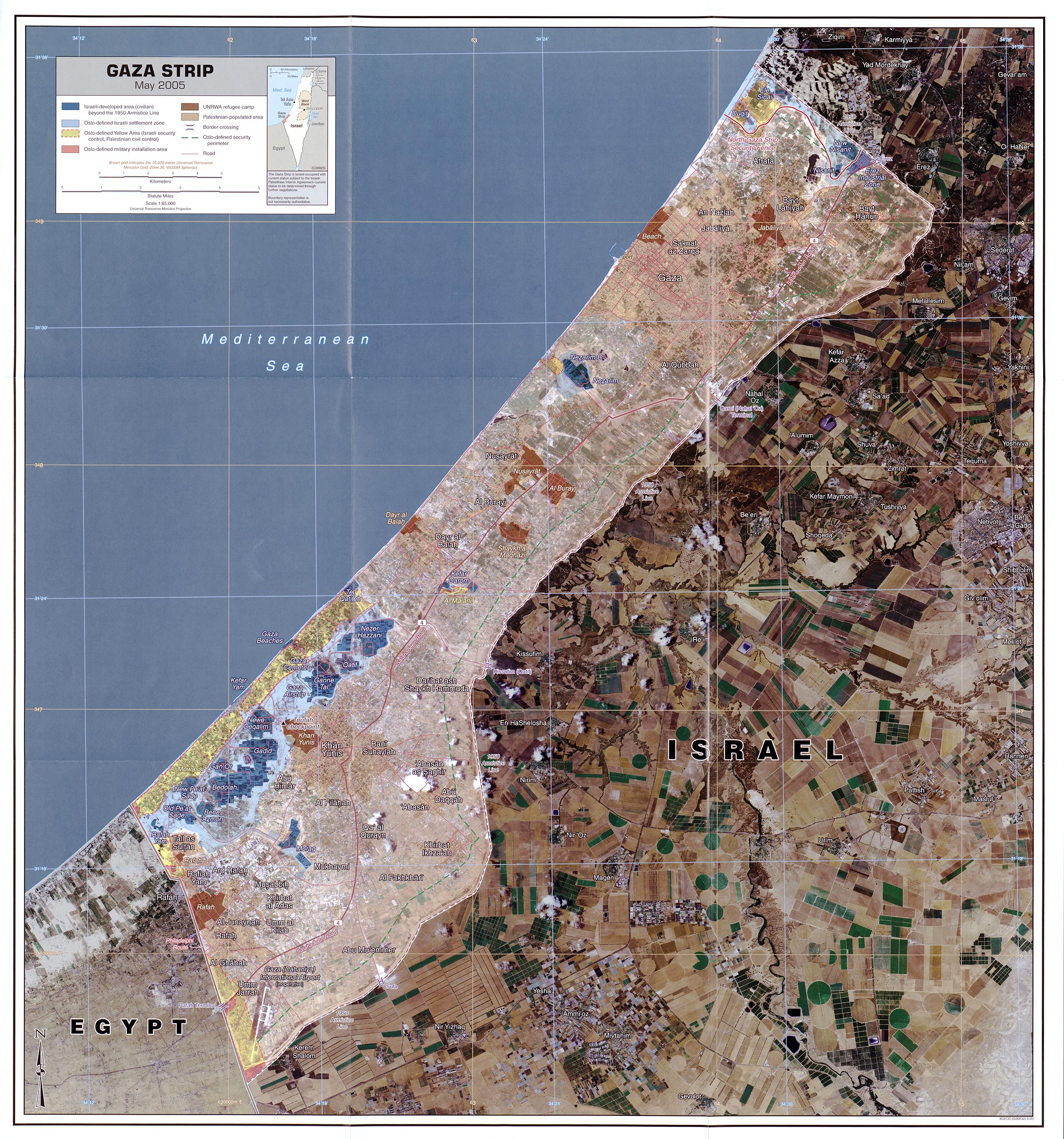
이스라엘이 철수하기 몇 달 전인 2005년 5월 기준 가자 지구의 지도. 주요 정착촌은 지도에서 파란색으로 나타나 있다.

2005년, 가자 지구 내에 있던 이스라엘 정착촌 21개가 일방적으로 해체되었으며, 이스라엘 정착민과 군인 모두가 가자 지구 바깥으로 퇴거하였다.
가자 철수 계획은 2003년 아리엘 샤론 총리가 제안하였고, 2004년 6월 정부안 채택을 거쳐 2005년 2월 크네세트의 승인을 얻었으며, 실제 철수 과정은 2005년 8월부터 9월까지 진행되었다. 8월 15일까지 정부 보상을 받고 집을 비우지 않은 정착민들은 이스라엘 보안군에 의해 며칠에 걸쳐 강제 퇴거되었다. 가자 지구 전체에서 주민의 퇴거, 거주용 건물 철거, 보안 관련자의 퇴거 과정은 9월 12일 완료되었으며, 서안 지구 북부의 정착촌 4개의 철수는 10일 후에 완료되었다. 종합하여 가자 지구의 정착촌 21개에 살던 정착민 8천 명 가량이 이주하였으며, 정부로부터 가족당 약 20만 달러 가량의 보상을 받았다.
유엔과 여러 국제 인권 기구는 가자 지구를 아직 이스라엘의 점령 하에 있는 것으로 보나, 이스라엘은 이에 반박하고 있다. 철수 후에도 이스라엘은 가자의 영공 및 영해, 가자 국경검문소 6곳을 계속 통제하며, 가자 지구 내에서 완충 지대를 유지하고 있고, 팔레스타인인 주민 등록도 관할하고 있다. 가자 지구는 현재도 수도, 전기, 통신 등 여러 공공 서비스를 이스라엘에 의존하고 있다.

## 철수 정책의 근거 및 성립
아리엘 샤론 총리의 아들인 길라드는 자신이 집필한 책에서, 철수라는 발상을 자신이 아버지에게 주었다고 밝혔다. 샤론은 철수 계획을 당초 '분리 계획'이라고 불렀는데, '분리(Separation)는 아파르트헤이트를 연상시켜서 특히 영어로 어감이 좋지 않다'는 점을 깨달은 후 이름을 바꾸었다.

2003년 11월 부총리 에후드 올메르트는 자신이 개발하고 있는 정책에 대해 다음과 같이 설명하였다.
제 생각에는 이스라엘 정부가 인구 문제를 최대한 진지하게 해결해야 한다는 데에는 의심의 여지가 없습니다. 이 문제는 우리가 채택해야 할 해결책을 결정하다시피 할 것입니다. 협정이 맺어지지 않은 상황에서 (또한 저는 현실적으로 협정이 맺어지리라고 생각하지 않습니다), 우리는 일방적인 대안을 적용해야 합니다... 점점 많은 팔레스타인인이 분쟁의 본질을 알제리 패러다임에서 남아프리카 패러다임으로 바꾸고 싶어하기 때문에, 양국 방안의 협상에 무관심해지고 있습니다. 그들의 표현으로 말하자면, '점령'에 대한 투쟁에서, 1인 1표를 얻기 위한 투쟁으로 변하는 것입니다. 물론 이는 더 깨끗한 투쟁이며, 더 대중적인 투쟁이고, 최종적으로 더 강력한 투쟁입니다. 우리에게 이는 유대 국가의 종말을 가리킵니다... 일방적인 해결법의 요소는, 유대인의 수를 최대화하고, 팔레스타인인의 수를 최소화하고, 1967년 국경으로 철수하여 예루살렘을 나누지 않고... 23년 전, 모셰 다얀은 일방적인 자치제를 주장한 바 있습니다. 같은 맥락에서 우리는 일방적인 분리를 지지해야 할 수도 있습니다... 이렇게 하면 불가피하게 팔레스타인과 최소 25년 정도는 대화가 불가능해질 것입니다.
샤론은 2003년 12월 18일 제4차 헤르츨리야 회담에서 철수 계획을 처음 제시하며, "이전할 정착촌은 미래의 영구적인 협정에서 이스라엘국의 영토에 포함되지 않을 정착촌들이다. 동시에, 철수 계획을 통해, 이스라엘은 미래의 협정에서 이스라엘국의 분리할 수 없는 영토를 구성할 영역에 대한 통제를 강화할 것이다"고 주장하였다. 샤론은 이 시기부터 '점령'이라는 단어를 사용하였다.
버나드 아비샤이는 가자 철수가 평화 협상을 촉진하는 게 아니라 방지하는 데 목적이 있다면서, 샤론이 예루살렘, 요르단 계곡, 마알레 아두밈, 아리엘 등 개발한 도시를 합병하여, 팔레스타인인을 그린 라인의 절반 이하 영역에서 고립시키는 계획을 구상했다고 주장하였다.
샤론은 2004년 4월 14일, 미국의 대통령 조지 W. 부시에게 보낸 편지에서 철수 계획을 밝히며, "평화적인 해결을 위해 전진하는 팔레스타인 동반자는 존재하지 않는다"고 적었다.
2004년 6월 6일, 이스라엘 정부는 철수 계획 수정안을 승인하였지만, 각 정착촌의 철수는 정착촌별로 표결해야 한다는 유보 조항을 달았다. 같은 해 10월 11일 크네세트 겨울 회기에서 샤론은 11월 초부터 철수를 위한 입법 절차를 밟을 것이라고 제시하였고, 10월 26일 크네세트는 철수 계획을 임시 승인하였으며, 다음 해 2월 16일에는 본 계획을 확정 및 비준하였다.

2004년 10월, 샤론 총리의 고문 도브 비스게라스는 샤론의 발표에 대한 설명을 다음과 같이 덧붙였다.
철수 계획의 중요성은 평화 협상의 동결로, 평화 협상을 멈추면, 팔레스타인 국가의 성립을 막을 수 있고, 난민, 국경, 예루살렘에 대한 논의도 차단할 수 있습니다. 사실상, 팔레스타인 국가라는 이 꾸러미는, 수반하는 모든 것과 함께, 우리의 의제에서 무기한 제거되었습니다. 그리고 이 모든 것은 권한과 허가 하에 이루어졌습니다. 대통령의 허락과 의회 양원의 비준을 받은 것입니다. 바로 이 일이 일어난 것입니다. 아시다시피 '평화 협상'이라는 용어는 일종의 개념과 약속의 묶음입니다. 평화 협상은 수반되는 모든 안보 문제와 함께 팔레스타인 국가를 만드는 것입니다. 평화 협상은 정착촌의 퇴거이며, 난민의 귀환이며, 예루살렘의 분단입니다. 이 모든 것이 멈추었습니다. (중략) 제가 미국과 실질적으로 동의한 것은, 정착촌 일부는 아에 다루지 않을 것이며, 팔레스타인인이 핀란드인이 될 때까지 다루지 않을 것이라는 것입니다. 저희가 한 일의 중요성이 바로 이것입니다.
가자 지구 철수 계획의 개발에는, 이스라엘 통제 지역에서 유대인 인구가 다수가 되게끔 유지하려는 인구학적 우려가 중요한 역할을 하였으며, 또한 아르논 소퍼의 '팔레스타인 내부의 위험이 이스라엘 민주주의를 위협한다' 캠페인에도 영향을 받았다." 샤론은 철수 당일인 2005년 8월 15일 공개 연설에서 인구학적 우려에 대해 다음과 같이 언급하였다.
다른 많은 사람들과 마찬가지로 저도 우리가 네차림과 크파르 다롬을 영원히 가지리리라고 믿고 바라왔다는 것은 공공연한 사실입니다. 하지만 이 나라의, 이 지역의, 세계의 변화하는 현실은 저에게 재평가와 입장 변화를 요구했습니다. 우리는 영원히 가자를 붙잡을 수는 없습니다. 팔레스타인인 백만 명 이상이 살고 있으며, 세대가 지날수록 2배씩 수가 늘어나고 있습니다.

같은 시기 부총리 시몬 페레스는 인터뷰에서 "인구 문제 때문에 가자에서 철수하는 것이다"고 언급하였다.
가자 지구의 지속적인 통치는, 이스라엘이 통제하는 영토 전체에서 유대 민주 국가를 만들 능력에 대한 진퇴양난의 딜레마를 초래할 것으로 여겨졌다는 점도 철수 계획에서 고려하였다.

## 정치적 승인 과정
샤론은 자신의 수석 각료들에게 지지를 받지 못하자, 내각 투표 이전에 국민투표를 열자는 리쿠드의 제안에 동의하였다. 2004년 5월 2일 실시된 국민투표 결과, 65%가 철수에 반대한다는 결과가 나왔는데, 이는 리쿠드 당원 55%가 철수에 찬성한다는 기존 여론조사 결과와 크게 다른 것이었다. 각 언론은 이를 샤론에게로의 직격타라고 묘사하였다. 샤론은 국민투표 결과를 받아들었으며, 자신이 취할 조치를 정하는 데 어느 정도 시간이 걸릴 것이라고 발표하였다. 샤론은 국방부 장관 샤울 모파즈에게 리쿠드 유권자들이 동의할 만한 계획 수정안을 작성하라고 지시하였다.
2004년 6월 6일, 국가통일당 장관 아비그도르 리베르만과 빈야민 엘론을 경질하고, 리쿠드와의 타협으로서 치피 리브니의 요구 사항을 들어준 끝에, 이스라엘 내각은 찬성 14 대 반대 7로 철수 계획 수정안을 승인하였지만, 각 정착촌의 철수는 정착촌별로 표결해야 한다는 유보 조항을 달았다. 이에 따라 이스라엘 산업부 장관 에후드 올메르트는 에레즈 산업 지구를 폐쇄하고 공장을 아슈켈론, 디모나, 예루함, 스데로트 등으로 옮길 것이라고 발표하였다.
철수 계획 추진으로 인해, 샤론은 우파 지지자 다수를 잃었으며, 이스라엘 좌파에게서 이례적인 지지를 받았다. 우파에서는 샤론이 자신이 선출된 권한을 무시하고, 더 작은 규모의 탈퇴 계획을 주장했던 노동당 후보 암람 미츠나의 연설을 채택했다면서, 당시 샤론은 네차림 등 가자 정착촌을 "텔아비브와 다를 바 없다"며, "네차림의 운명이 곧 텔아비브의 운명이다"라고 말했었다면서 비판하였다.
이스라엘과 팔레스타인 모두 샤론이 가자와 서안 지구 북쪽 이외에서 철수할 것이라는 데에는 회의적이었다. 정부에서 철수 계획 지지파는 과반수를 넘었지만, 샤론의 당에서는 과반수가 아니었기 때문에, 샤론은 2005년 1월 국가통일당과 연립 정부를 수립해야 했다. 벤자민 네타냐후와 전 장관 나탄 샤란스키 등은 샤론에게 권한이 있음을 증명하기 위해 국민투표를 실시하라고 요구했지만, 샤론은 거부하였다.
9월 14일 이스라엘 내각은 찬성 9에 반대 1로, 가자 지구를 떠나는 정착민에게의 보상 계획을 승인했다. 정확한 보상 금액은 위치, 주택 크기, 가족 수에 따라 달라지지만, 대체로 20만 ~ 30만 달러 사이를 수령할 것이라고 예상하였다.
10월 11일 크네세트 겨울 회기에서, 샤론은 11월 초부터 철수를 위한 입법 절차를 시작한다는 계획을 제시하였다. 크네세트는 샤론의 상징적인 법령을 찬성 53 대 반대 44로 통과시켰다. 11월 26일에는 크네세트에서 찬성 67, 반대 45, 기권 7로 철수 계획을 임시 승인하였다. 네타냐후 등 일부 내각 장관은 샤론 총리가 14일 내 국민투표를 결정하지 않을 경우 사퇴하겠다고 위협했다.
11월 9일 네타냐후는 사퇴 위협을 철회하며, "새로운 상황(야세르 아라파트의 사망)으로 인해 정부에 남기로 결정했다"고 밝혔다. 또한, 샤론의 국민투표 거부 의사에 따라, 다른 내각 장관들도 사퇴 위협을 철회하였다.
2005년 2월 16일, 크네세트는 철수 계획 최종안을 찬성 59, 반대 40, 기권 5로 통과시켰으며, 동시에 철수 계획을 국민투표로 넘기자는 리쿠드 진영의 제안은 찬성 29 대 반대 72로 기각되었다.
3월 17일, 이스라엘 방위군 남부군은 가자 지구에 거주하지 않는 이스라엘인이 가자 지구에 주민등록하는 것을 금지하는 군령을 발효하였다.
3월 28일, 크네세트는 철수 일정을 늦추는 법안을 72대 39로 부결시켰다. 이 법안은 가자 철수안을 국민투표로 넘기려는 리쿠드 진영에서 발의한 것이었다.
8월 7일, 네타냐후 사임 직후, 내각은 1단계 철수 계획안을 17대 5로 통과시켰다. 네타냐후는 이스라엘 정부가 테러 급증 예상을 고려하지 않고 철수 계획에 '맹목적으로 따라간다'고 비판하였다.
8월 10일, 사임 후 네타냐후는 크네세트에서, 앞으로 이스라엘이 가자 지구에서의 사건을 통제할 수 없어질 것이며, 팔레스타인이 자신들의 폭력 정책이 통한다고 생각할 수 있다며, 철수 계획에 반대해야 한다고 주장하였다.
| “ | 크네세트에 있는 우리만이 이 악을 멈출 수 있습니다. 크네세트가 결정한 모든 것은 바뀔 수 있습니다. 저는 위협을 느끼는 모든 사람에게, 힘을 모으고 옳은 일을 하라고 촉구합니다. 저는 이 모든 조치가 멈출 수 있을 수 있을지는 모르겠지만, 초기 단계에서는 멈출 수 있을지도 모릅니다. (팔레스타인인에게) 총을 주지 (말아야 하고), 로켓을 주지 말아야 하고, 항구를 주지 말아야 하고, 그리고 테러를 위한 거대한 진지도 주지 말아야 합니다. | ” |
8월 15일, 샤론 총리는, 자신은 이스라엘이 가자 정착촌을 영원히 지킬 수 있기를 바랐지만, 단지 현실이 개입했을 뿐이라며, "우리가 이 조치를 취하는 것은 단지 힘이 부족한 것 뿐이며, 약점은 아니다"며, 철수 계획이 이스라엘에게 외교 주도권을 주었다는 기존 입장을 되풀이하였다.
8월 31일, 크네세트는 가자-이집트 국경에서 철수하고, 이집트 측 국경에 이집트 국경 경찰의 배치를 허용함으로서, 이스라엘이 국경을 통제해야 한다는 기존의 입장을 뒤집었다.

## 철수 계획의 세부 내용
가자 지구에는 이스라엘 정착촌 21곳이 있었으며, 이와 별도로 서안 지구에서도 정착촌 4곳의 철수가 이루어졌다.
| 가자 지구 (21개)                                                  |                                                                         |                                                                           |                                   |
| - 베돌라 - 브네이 아츠몬 - 두깃 - 엘레이 시나이 - 가디드 - 간오르 | - 가네이 탈 - 카티프 - 크파르 다롬 - 크라프 얌 - 케렘 아츠모나 - 모라그 | - 네베 데카림 - 네차림 - 네처 하자니 - 니사니트 - 페아트 사데 - 라피아 얌 | - 슬라브 - 시라트 하얌 - 텔카티파 |
| 서안 지구 (4개)                                                   |                                                                         |                                                                           |                                   |
| - 카딤                                                            | - 가님                                                                  | - 호메쉬                                                                  | - 사누르                          |

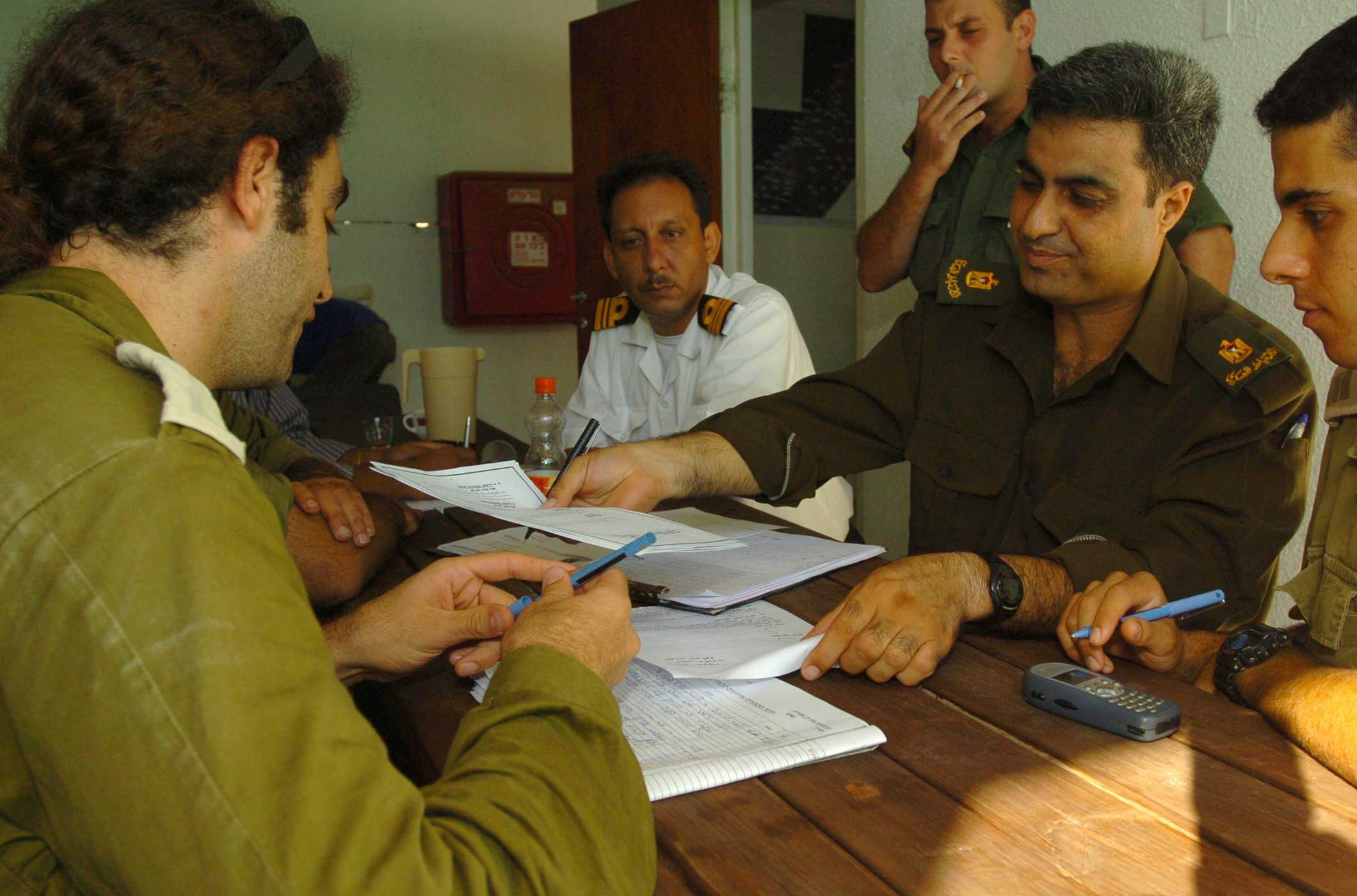
2005년 이스라엘-팔레스타인 간의 협상.

서안 지구 서북쪽의 헤르메시 및 메보 도탄 정착촌도 최초 철수 계획에는 포함되었지만, 2005년 3월 계획에서 제외되었다.
샤론은 철수 계획이 이스라엘-팔레스타인 분쟁을 해결하기 위한 정치적 논의가 없는 상황에서, 이스라엘의 안보와 국제적 지위를 향상하기 위한 것이라고 밝혔다. 가자 지구 내 거주하던 이스라엘 정착민 약 9천 명 가량은 8월 16일 밤까지 자진해서 가자 지구를 떠나지 않으면 강제로 퇴거될 것이라는 통보를 받았다.
2004년 6월 6일 채택된 철수 계획 수정안에 의하면, 이스라엘 방위군은 가자-이집트 국경에 그대로 남으며, 완충 지대를 확대하기 위해 주택 철거를 진행할 여지를 남겨둘 예정이었다. 하지만 이스라엘은 이후 국경을 완전히 떠났으며, 이에 따라 가자 지구의 국경은 이집트와 팔레스타인 자치 정부가 통제한다. 이와는 별도로 가자 지구의 해안과 영공은 이스라엘이 계속 통제하며, 필요 시 군사 작전을 수행할 권한을 남겨 두었다. 이스라엘은 가자 지구에 계속해서 수도, 통신, 전기, 하수 서비스를 제공한다.
콘돌리자 라이스에 따르면, 체결한 협정에는 다음 내용이 담겨 있었다.
- 1967년 이후 최초로 팔레스타인 정부가 자기 영토의 출입을 완전히 통제할 권리를 가진다.
- 협정의 양 당사자인 이스라엘과 팔레스타인 모두 이스라엘, 가자 지구, 서안 지구 간의 사람과 상품의 이동을 촉진하기 위해 검문소를 확장 개선하기로 하였다.
- 팔레스타인은 가자와 서안 지구 간 이동을 위해 버스 및 트럭 호송대를 이용할 수 있게 된다.
- 서안 지구에서의 이동 방해 요인을 해소한다.
- 가자 지구 연안에 팔레스타인 항구를 건설한다.
- 협정의 양 당사자 모두 팔레스타인 공항을 중요하게 생각하였으며, 미국은 이스라엘이 공항 건설 재개를 받아들이게끔 독려하였다.

가자 지구의 팔레스타인 자치 정부는 자신들이 가자 지구를 충분히 통제하지 못한다고 생각했기 때문에, 휴먼 라이츠 워치 등 여러 감시자들은 이스라엘이 철수를 한다고 해서 점령 세력으로서의 의무가 끝나는 것은 아니라고 주장하였다. 당시 이스라엘과 이집트는, 이스라엘 방위군이 철수하는 동안 이집트가 국경을 감시하는 경찰의 수를 늘린다는 협약을 맺었지만, 협약의 내용은 당시 공개되지 않았었다.

## 철수 과정

### 가자 지구

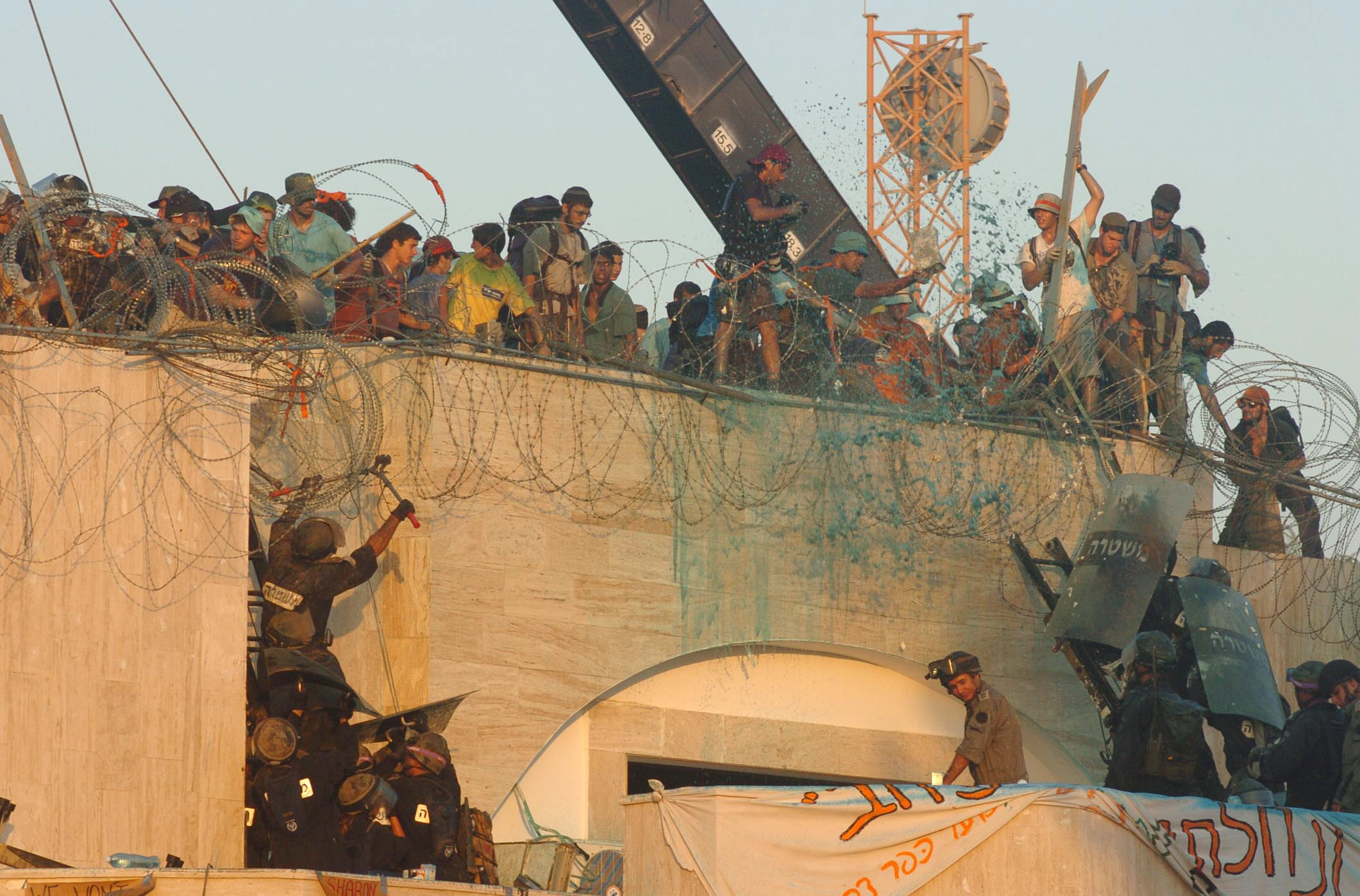
2005년 8월 18일, 크파르 다롬에서의 강제 퇴거 중 거주민의 시위 모습.

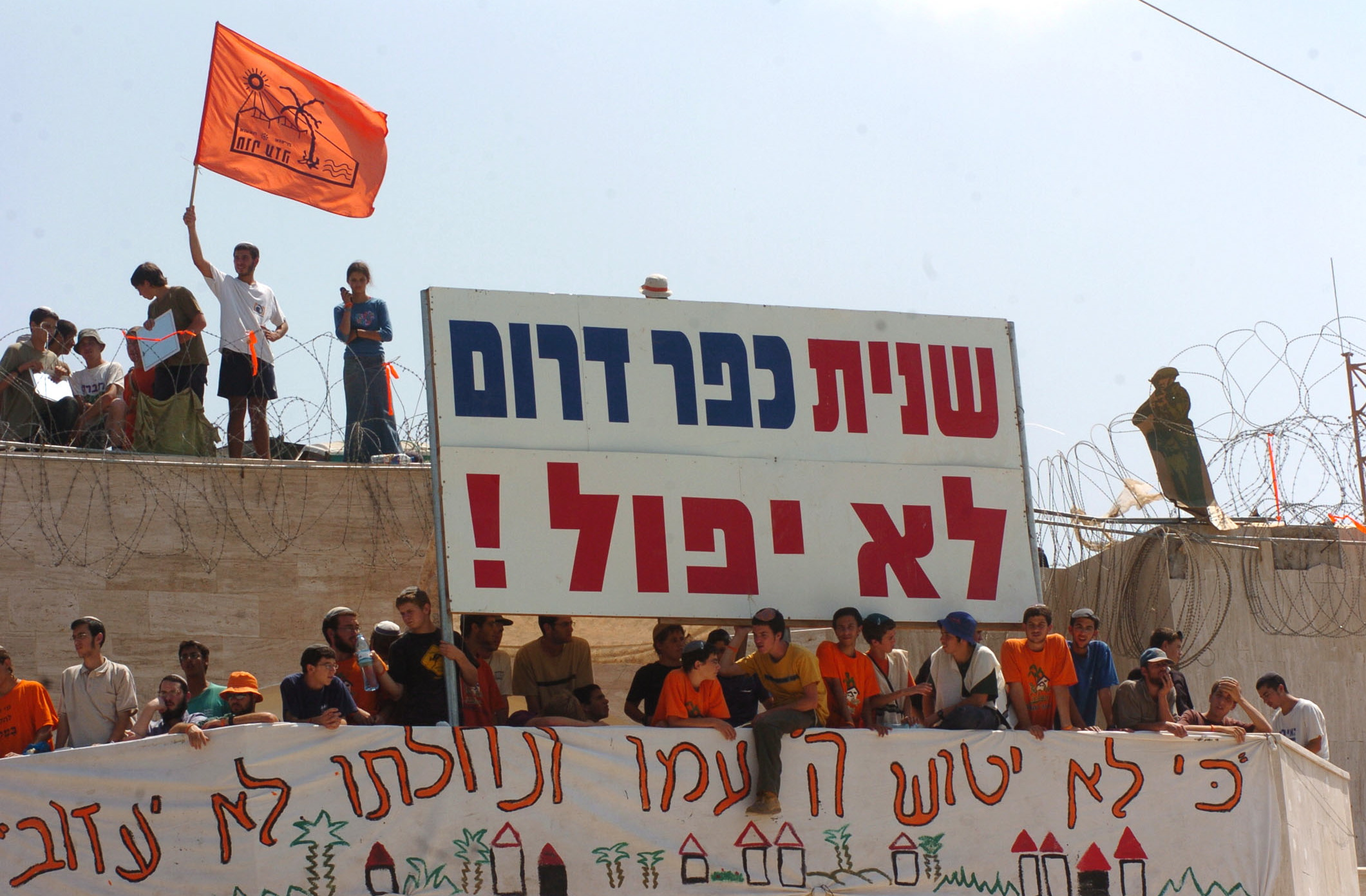
2005년 8월 18일, 크파르 다롬에서의 강제 퇴거 중 거주민의 시위 모습. 들고 있는 판에는 '크파르 다롬은 두 번 함락되지 않을 것이다!'라고 적혀 있다.

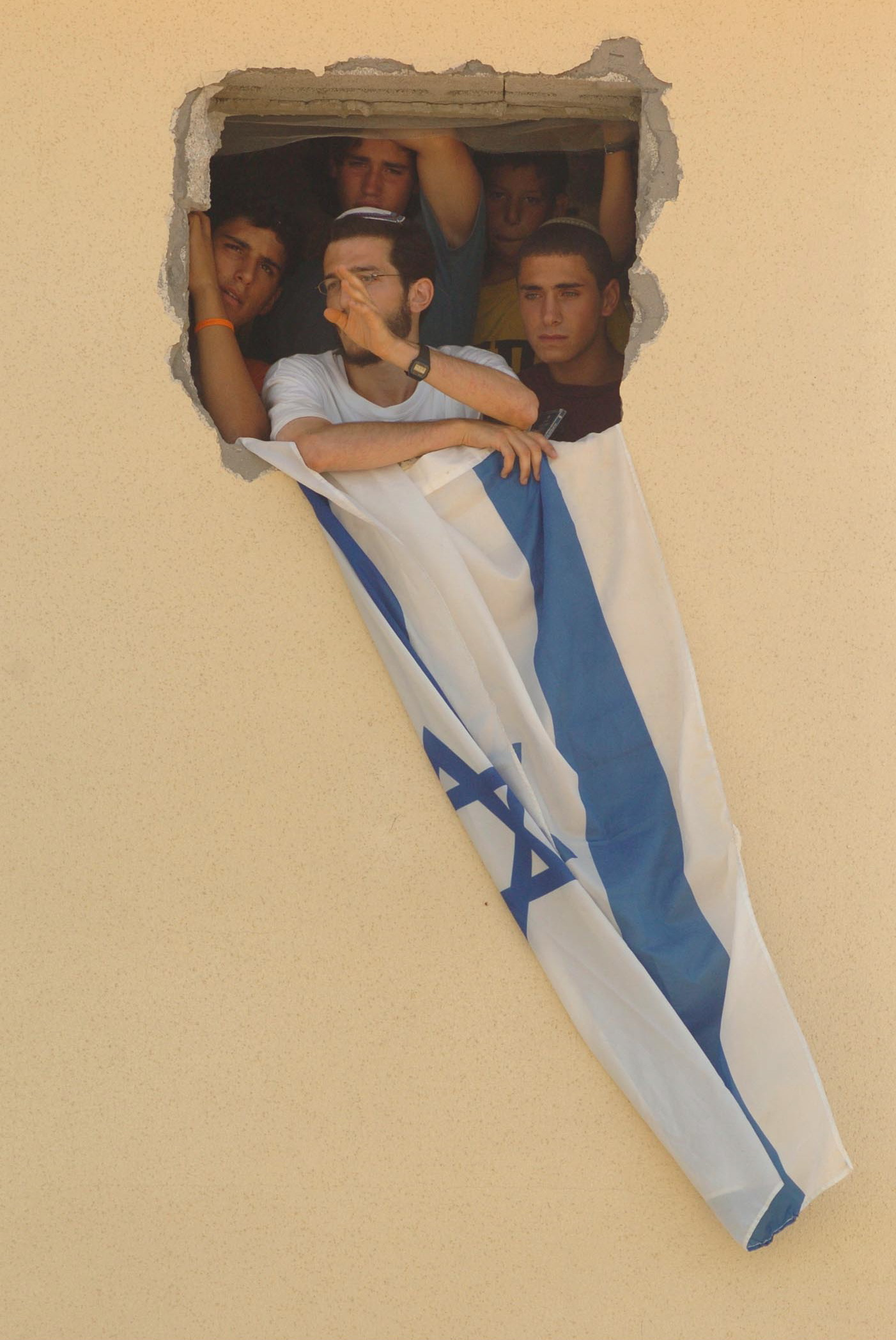
2005년 8월 17일, 거주민 일부가 베돌라 정착촌에서 퇴거하기를 거부하고 있는 모습.

철수 작전은 야드 리아침 (히브리어: מבצע יד לאחים→형제에게 손을 내밀다) 작전이라고 불렀다. 작전 목표는 구시 카티프 정착민에게 자발적으로 나갈 기회를 주는 것이었으며, 떠나기를 선택한 경우 이스라엘 방위군이 짐을 싸고 옮기는 데 도움을 주었다. 방위군은 사회 간호사, 심리학자, 청소년 지원팀을 배치했으며, 동시에 정착민의 주택에 가 해체 영장을 제시했다.
2005년 4월 8일, 국방부 장관 샤울 모파즈는 모독 우려가 있는 회당을 제외하고, 비용과 시간 문제를 고려해 가자 지구에서 주택을 철거하지 않아야 한다고 주장했는데, 이는 모든 건물을 파괴하라는 총리의 계획과 대치되는 것이었다.
5월 9일에는 정착촌의 퇴거 개시일이 유대교 명절인 베인 하메차림 및 티샤 베아브와 겹치지 않게 하기 위해, 7월 20일에서 8월 15일로 미뤄졌다.
7월 13일, 구시 카티프를 폐쇄 군사 구역으로 만드는 명령이 통과되어, 구시 카티프에 주민등록이 되어 있는 이스라엘인만 들어갈 수 있었다. 처음 몇 주간은 일부 방문객에게 24~48시간 방문 허가를 내 주었으나, 이후에는 거주자가 아닌 경우 완전히 출입할 수 없도록 폐쇄되었다. 이 기간에도 철수 반대파 일부는 논밭을 걸어 침투하기도 했는데, 불법으로 들어간 사람의 수에 대한 추정은 수백에서 수천 명까지 큰 차이가 난다. 한때 샤론 총리는 비거주자를 추방하기 위해 이스라엘 국경 경찰을 배치하는 방안을 고려하였지만, 필요 인력이 너무 많아 포기하였다.
8월 14일에서 15일로 넘어가는 밤, 키수핌 검문소가 폐쇄되었으며, 가자 지구에 이스라엘인이 들어갈 수 없었다. 정착민 중 일부가 짐을 쌀 시간을 연장해달라고 요청함에 따라, 자진 철수 기간은 8월 17일 밤까지 연장되었다. 구시 카티프 지역 의회는 가자 지구의 국제적 분쟁 상태와 할라카를 이용해 일방적으로 독립을 선포하겠다고 위협하였다. 한편 8월 14일 아르예 이츠하키는 시라트 하얌에서 '가자 해안의 독립된 유대 정부'로써 독립을 선포하고, 유엔과 적십자에 독립을 인정해 달라는 탄원서를 제출하였다.
8월 15일 오전 8시, 남부군 소장 단 하렐의 지시에 따라, 보안군이 네베 데카림에 진입해 거주자를 퇴거시키기 시작하였다. 정착민 대다수는 평화롭게 나가기를 선택하였으나, 강제로 끌려나간 경우도 있었으며, 일부는 버스 길을 막으며 보안군과 무력 충돌을 빚기도 했다. 이후, 군인과 경찰관 도합 14,000명이 정착민과 '미스타네님'(침입자)을 강제로 퇴거시키기 시작하였다. 군인과 경찰관은 주택마다 다니며 정착민에게 떠나라고 명령하고, 떠나지 않은 경우 문을 부수었다. 군인이 주택과 회당에서 강제로 사람을 끌어내는 경우도 있었으나, 예상보다 폭력 사태는 적게 일어났다. 병사 일부가 오열하는 모습도 목격되었으며, 병사들이 정착민을 퇴거시키기 전 같이 기도에 동참하기도 했다. 정착민 일부는 팔레스타인에게 아무 것도 남기지 않겠다며 집에 불을 지르기도 했다. 일부 정착민은 도로를 막고 불을 붙였으며, 군인들에게 명령에 불복종하라고 간청하기도 했다. 서안 지구의 정착민 한 명은 가자 검문소 앞에서 분신 자살하였으며, 네베 데카림에서는 정통파 유대교도 15명이 지하실에 바리케이드를 치고 분신 자살하겠다고 위협하기도 했다.
다음 퇴거 대상이었던 크파르 다롬에서는 정착민과 퇴거 반대파가 주변에 철조망을 쳤으나, 보안군은 철조망을 자르고 진입하였다. 정착민 300명 가량은 회당에 바리케이트를 쳤고, 다른 정착민 일부는 지붕에 철조망을 치고 보안군을 다양한 물건으로 공격했다. 경찰은 협상이 실패하자 강제 퇴거에 들어갔으며, 정착민과 경찰관 양쪽에서 부상자가 발생했다. 8월 17일에는 경찰관 200명이 모라그 정착촌을 퇴거시켰다.
8월 18일, 군경 합동으로 시라트 하얌을 퇴거시켰다. 이 과정에서 정착민이 정착촌 스피커 시스템을 사용해 군인들에게 명령에 불복종하라고 호소하자, 스피커 시스템을 파괴하였다. 청소년은 가연성 물질로 장애물을 설치하고, 타이어와 쓰레기통을 태웠으며, 화재가 팔레스타인 구역까지 번짐에 따라 화재 진화를 위해 이스라엘 방위군이 배치되었다. 일부 사람들은 회당, 공공 건물, 버려진 지붕에 바리케이드를 쳤다. 아르예 이츠하키는 M16 소총을 들고 자신의 집을 방어하였으며, 이츠하키의 집 지붕에는 정착민 10명 가량이 모여 바리케이드를 쳤는데, 이 중 4명이 무장하고 있었다. 보안군과의 짧은 대치가 이어졌으며, 이츠하키가 군에 발포하겠다고 협박하자 저격수가 배치되었다. 최종적으로 보안군은 지붕에 진입해 별다른 폭력 없이 정착민들을 체포하였으며, 이츠하키가 자신이 보유한 무기와 탄약을 넘긴 후 주택을 퇴거시켰으나, 정착민들은 여기에 페인트 가방과 흰 물감을 던졌다. 또한 이츠하키의 아내와 다른 우익 운동가는 대피를 거부하며 어린 아이를 안은 채 땅바닥에 누워 저항하였다.
이스라엘과 가자 국경 사이의 무인 지대에 위치한 다하니야 마을에서 살던 베두인들은 아라드로 이동하였는데, 이는 다하니야 마을이 이스라엘과 오랜 기간 협력한 역사가 있어, 가자 지구에서 배신자로 보기 때문에, 안위에 위협을 느껴 퇴거시켜 달라고 스스로 요청했기 때문이었다.
8월 19일 가디언은 정착민 일부가 집을 떠날 때 자신의 아이들을 손을 위로 올린 채 나가거나, 다윗의 별 배지를 단 채로 나가게 해, 이스라엘의 행동을 나치 독일의 홀로코스트에 비유하려고 했다고 보도했다. 시위대 일부는 흔히 홀로코스트와 연관하여 사용하는 문구를 사용하여, 자신들이 "도살장으로 끌려가는 어린 양처럼 가지 않을 것이다"고 말했다. 8월 22일 네차림이 이스라엘군에 의해 퇴거됨에 따라, 공식적으로 가자 지구 내 이스라엘 정착촌의 38년 역사가 종지부를 찍게 되었다.
정착민의 철수는 8월 22일 완료되었으며, 이 시점까지 주택 2,800채와 회당 26곳이 파괴되었다. 부분별로 분리가 가능했던 회당 2곳은 해체하여 이스라엘에서 재조립하였다. 주택 파괴는 9월 1일에 완료되었으며, 시라트 하얌 호텔은 그 이후에 파괴되었다.
8월 28일, 이스라엘 보안군은 구시 카피르의 48개 묘지를 해체하였으며, 시신은 군사 랍비단의 감시 하에 유족이 선택한 장소로 이동되었다. 유대 율법에 따라, 시신과 닿은 모든 흙도 같이 옮겨졌으며, 장례식도 한 차례 더 치뤄져, 유족이 하루 간의 애도 기간을 가졌다. 모든 관은 이스라엘 국기로 감싸져 재매장되었다. 시신 이장은 9월 1일 완료되었다.
이스라엘 방위군도 가자 지구에서 철수하기 시작해, 9월 1일에는 군 장비의 95%를 반출하였다. 9월 7일 방위군은 성명을 통해 9월 12일까지 완전히 철수하려는 계획을 세웠으며, 내각의 승인을 기다리고 있다고 밝혔으며, 또한 서안 지구에서 철수하는 지역은 건설 허가와 대테러 작전 권한을 제외한 모든 권리를 팔레스타인 자치 정부에게 이관하여, 실질적으로는 구획 C(이스라엘의 완전 통제)로 남지만, 명목상으로는 구획 A(팔레스타인의 완전 통제)로 만들겠다고 발표하였다.
철수 개시 시점에 이스라엘은 아직 가자 지구와 이집트 사이의 완충 지대인 필라델피 경로에서 철수할지를 결정하지 못했다. 샤론은 당초 필라델피 경로에서 철수하는 데 반대했으나, 법률 고문이 이집트와의 국경을 이스라엘이 통제하는 한 가자 지구에서 완전 철수하였다고 선포할 수 없을 것이라고 조언한 후 마음을 바꾸었다. 8월 28일, 이스라엘은 이집트와 필라델피 협정을 체결하여, 이집트–이스라엘 평화 조약에 따라 시나이반도에 군대를 배치할 수 없는 이집트가, 국경에 중무장한 군인 750명을 배치하는 것을 허용하였다. 이 협정은 8월 31일 크네세트의 비준을 얻었다. 9월 12일 이스라엘 방위군은 필라델피 경로에서 완전히 철수하였다.
이스라엘 최고 법원은 정부의 회당 파괴를 막아달라는 정착민의 탄원에 대해, 파괴를 허용한다고 판결하였으나, 정작 샤론은 회당을 파괴하지 않기로 결정하였다. 9월 11일 이스라엘 내각은 회당을 파괴한다는 기존 결정을 뒤집었는데, 팔레스타인 자치 정부는 이 결정에 항의하며, 어차피 자신들이 해체할 것이라고 주장했다.
9월 11일, 방위군 가자 지구 사령부에서 마지막 이스라엘 국기가 내려지며 기념식이 열렸으며, 직후 방위군 군인 전원이 가자 지구를 떠났으며, 키시핌에 있는 문은 9월 12일 아침 일찍 닫혔다. 공식 인계식은 팔레스타인 자치 정부가 회당을 파괴하지 않는 것에 대한 항의로서 보이콧하여 취소되었다. 9월 20일, 방위군이 가자 지구 북쪽에 잠시 진입하여, 베이트 하노운 근처 국경과 평행한 완충 지구를 만든 이후 철수하였다. 9월 21일 이스라엘 정부는 가자 지구가 관할 바깥이라고 공식 선언하였으며, 이스라엘과 가자 사이의 검문소 4개는 국제 검문소로 취급하여, 여권 또는 유효한 여행 서류가 있어야 통과할 수 있다고 발표하였다.
정착촌에 있던 온실은 이스라엘의 싱크탱크인 경제 협력 기구(히브리어: הקרן לשיתוף פעולה כלכלי)가 1400만 달러를 모아 팔레스타인 자치 기구를 위해 전부 구매하였으나, 구매가 이루어지기 전 이미 반 정도는 소유자가 파괴하였었다.
이스라엘 철수 이후인 9월 12일, 팔레스타인들은 팔레스타인 해방기구와 하마스 기를 휘두르며, 공중에 총을 쏘고, 폭죽을 터트리고, 구호를 외치며 정착촌으로 진입하였다. 파괴된 주택은 약탈되었으며, 급진주의자들은 유대교 회당 4곳을 모독하였다. 유대교 회당이 지속적으로 약탈되는 가운데, 하마스 지도층은 크라프 다롬 회당에서 축하 기도회를 열었다. 팔레스타인 자치 접우 보안군은 개입하지 않았으며, 모든 회당이 파괴될 것이라고 발표하였다. 철수 후 24시간이 되지 않아 팔레스타인 자치 정부는 남은 회당을 폭파하였다. 하마스는 "4년 간의 저항이 10년 간의 협상을 이겼다"고 주장하며, 철수의 공을 자신들이 차지하였다.

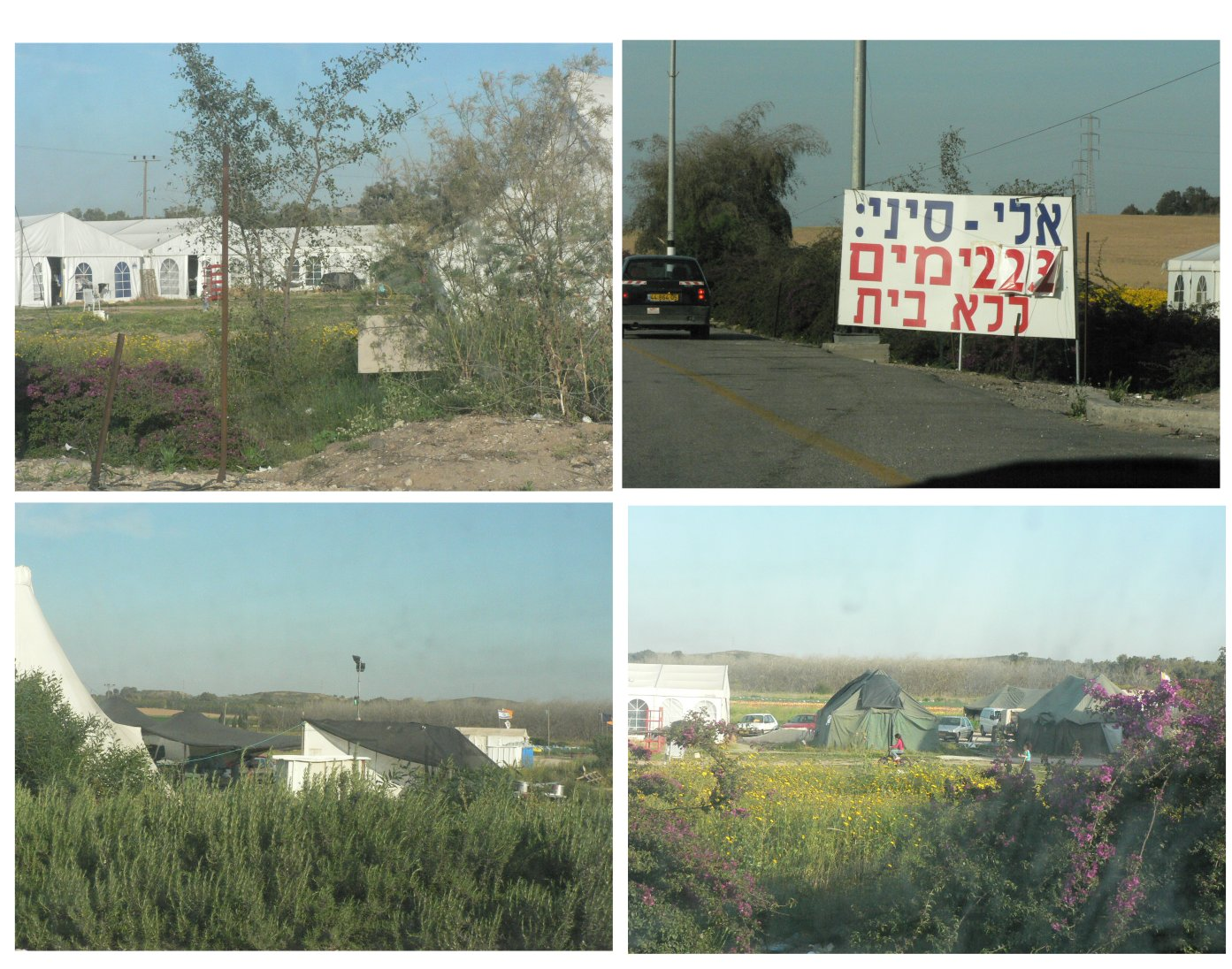
엘레이 시나이의 주민이 국경 바로 앞인 야드 모르데차이에서 야영하는 모습.

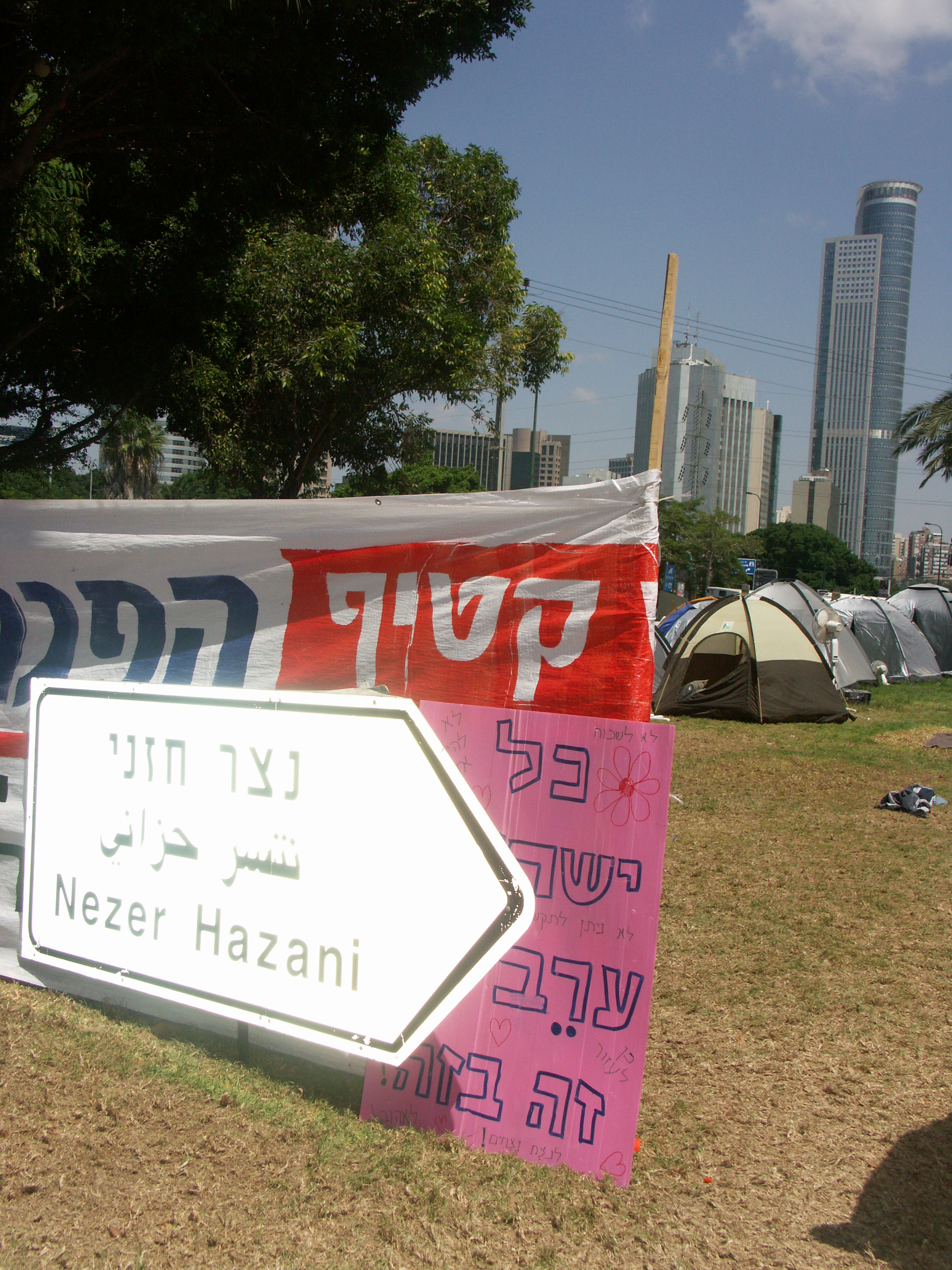
집 없이 네처 하자니에서 쫓겨난 사람들이 텔아비브에서 시위촌을 만든 모습.

### 서안 지구 서북부 (사마리아)
9월 22일, 이스라엘 방위군의 주도로 서안 지구 북부의 정착촌 4개에서 철수가 진행되었다. 카딤과 가님의 주민 다수는 중산층 세속주의자로, 집을 떠난 지 오래되었지만, 호메쉬와 사누르에서는 가족 몇과 외부인 2천 명 가량이 철수를 막으려고 시도하였다. 협상을 통해 철수 과정 자체는 비교적 평화적으로 진행되었으며, 이후 정착촌을 불태우며 주택 270채를 철거하였다. 사누르에서 회당은 그대로 남겨졌으나, 팔레스타인인에 의한 파괴를 막기 위해 모래 더미로 회당을 묻었다.
철수 도중 수백 명이 약탈 혐의로 체포되었으며, 이 중 482명은 형사 고발되었다. 2010년 1월 25일 크네세트는 이 중 400명 가량에게 일반 사면을 실시하였다. 이 중 대다수는 이미 형기를 마친 상태이긴 하였으나, 전과 기록은 삭제되었다. 여기서 사면되지 않은 사람들은 생명의 위협을 가하거나, 폭발물을 사용하거나, 심각한 폭력을 저지르거나, 과거에 전과 기록이 있던 사람이었다.

### 온실
가자 철수 직후 정착민이 남겨 둔 온실에 대해 여러 이견이 제기되었다. 일부는 경제 발전에 도움을 주기 위해 온실 다수를 넘겨주고 갔으나, 팔레스타인인이 파괴하였다고 주장하였으나, 뉴욕 타임스는 자신들의 조사 결과 온실 절반 이상은 이스라엘 정착민이 떠나기 전 파괴하고 간 것으로 밝혀졌다고 발표하였다. 이에 따르면, 21개 정착촌의 온실 400 헥타르 (1,000 에이커) 이상이 철수 2달 전부터 해체되어, 최종적으로 200 헥타르 (500 에이커) 가량만 남아, 사업성이 취약하게 되었다. 중동 콰르텟 대사 제임스 울펀슨은 자기 돈 50만 달러를 지급하며, 팔레스타인에게 시설을 남겨 줄 것을 요청하기도 했다. 이스라엘은 이후 국제법에 따라 정착민의 집을 파괴하여 잔해를 이집트로 옮긴다는 합의에 도달했는데, 석면을 트럭 약 6만 대에 실어 이집트로 옮겨야 한다는 문제가 생기기도 했다.
남은 온실은 철수 이후 2일에 걸쳐 팔레스타인인이 관수관, 양수기, 플라스틱 판, 유리를 얻기 위해 약탈했으나, 질서가 회복될 때까지 온실 구조 자체는 남아 있었다. 팔레스타인 자치 정부 보안군은 약탈을 저지하려 했으나 인력이 부족했으며, 일부 지역에서는 보안군이 아에 없었고, 또 일부에서는 경찰관이 약탈에 합류하기도 했다. 경제 전문가들은 가자 지구의 농업이 정상적으로 기능하지 못함에 따라 하루당 45만 달러씩 손실이 발생했을 것으로 보았다.
팔레스타인 경제 개발 회사(Palestine Economic Development Company, PED)가 2천만 달러를 투자하며, 10월 경 산업을 정상 범위까지 회복하겠다는 계획을 세웠지만, 이를 위해서 하루에 트럭 25대가 통과해야 했으나 이스라엘이 보안 문제를 이유로 하루에 3대 가량만 통과시켰으며, 이조차 검문소가 폐쇄되었을 때에는 아에 통과하지 못했다. 또한, 트럭을 통과시키기 위해 가자 주민들이 이스라엘 공무원에게 뇌물을 지급하는 등, 부정부패도 만연하였다. 2006년 초, 느린 운송으로 인해 농민 다수가 국경검문소에 농산품을 버렸으며, 이는 지나가던 염소가 먹었다.
2006년 1월 아리엘 샤론이 병으로 인해 식물인간이 된 후, 이스라엘에는 새 정부가 수립되었으며, 비슷한 시기 제임스 울펀슨은 국경검문소 협상에 대해 회의적이었던 미국 행정부와의 마찰 후 중동 콰르텟 대사직을 사임하였다. 2006년 하마스의 총선 승리 이후 하마스와 파타 간 갈등이 심해지며 국경 문제는 더 어려워졌다. 울펀슨은 하마스의 총선 승리를 팔레스타인인이 협정 불이행에 대한 좌절감을 나타낸 것으로 본다며, "팔레스타인인은 희망 대신 다시 감옥에 갇힌 것을 보았다"고 결론내렸다. 가자 개발 계획은 2006년 4월 농민에게 줄 기금이 바닥나며 중단되었다.

## 철수 이후
이스라엘의 철수 이후 팔레스타인은 영공과 영해를 제외한 가자 지구 전체의 통제권을 얻었다. 서안 지구에서 해체된 정착촌이 있던 지역은 그대로 구획 C(이스라엘의 완전한 통제)로 남았다. 9월 23일, 이스라엘로의 로켓 공격이 이루어진 지 약 1시간 후, 자발리야 난민촌의 하마스 트럭이 폭발해 최소 19명이 사망하고 85명이 부상을 입었다. 9월 29일 이스라엘은 서안 지구 전역에서 하마스 자선 단체를 폐쇄하였으며, 가자 지구의 목표물에 포격을 가했다.
8개월 후 영국 의회 의원회는, 2006년 1월부터 4월까지, 라파 국경검문소는 효율적으로 가동되었으며, 카르니 국경검문소는 45% 가량 폐쇄되었으며, 유엔 인도주의 업무 조정국의 수치에 따르면 가자 지구에서 상품 8,500톤 중 1,500톤만 반출이 허가되었을 정도로 심각한 제제가 있었으며, 반출 제한 사유도 가자의 보안 문제가 아닌, 서안 지구의 폭력 사태에 대한 대응이었거나, 아에 이유가 주어지지 않은 경우도 있었다는 조사 결과를 발표했다. 가자와 서안 지구 사이 호송 차량 이동 합의 또한 지켜지지 않았는데, 이스라엘은 차량이 특별히 건설한 터널이나 도랑을 통해서만 지나가야 한다고 주장했다. 이스라엘은 2005년 12월, 카프르 라이 출신의 팔레스타인인이 네타냐에서 자살 테러를 감행한 후 대화를 중단했다.

### 보상 및 재정착
크네세트에서 통과시킨 법에 의하면, 철수한 정착민에게는 주택, 토지, 사업적 손실에 대한 보상이 주어질 예정이었다. 당초 법령에 따르면 5년 이상 연속으로 거주한 21세 이상만 보상하게 되어 있었으나, 이스라엘 최고 법원은 가족 단위로 퇴거한 정착민에 대한 보상으로써 더 어린 정착민도 보상해 주어야 한다고 판결하였다. 이스라엘 정부는 갈릴래아나 네게브로 옮기는 정착민에게는 추가금을 지급했으며, 정착민이 주택을 새로 짓거나 임차하여 살 수 있는 선택지를 제공하였다. 이스라엘 건설부는 네게브의 주택 수를 2배로 늘렸다. 농민의 경우, 보상금을 줄이는 대신 집을 지을 농지나 땅을 받도록 선택할 수 있었다. 토지 보상 비율은 두남당 약 6600만 원(헥타르당 약 6억 6000만 원 또는 에이커당 약 2억 6500만 원)의 비율로 보상이 이루어졌으며, 주택은 제곱미터 단위로 보상 산정이 이루어졌다. 일자리를 잃은 근로자의 경우, 6개월 간 최저임금에서 연봉의 2배에 달하는 실업 급여를 받을 수 있었으며, 50 ~ 55세 근로자는 다년 간 실업 급여를 받았고,, 55세 이상은 67세가 될 때까지 연금을 받았다. 일제히 움직인 공동체의 경우, 정부가 공동 건물의 대체 비용을 지원했으며, 공동체가 해체되어 공동 재산이 사라진 경우, 공동 건물에 기여한 금액에 따라 보상을 받았다. 보상금에 대한 세금은 5 ~ 10% 가량 감면되었다.
크네세트가 채택한 보상 방안에 따른 총 비용은 380억 셰켈(약 1조 1400억 원)이었으며, 철수 후 보상 요구가 증가함에 따라 15억 셰켈(약 3300억 원)이 추가되었으며, 2007년에는 7.5억 셰켈(약 1650억 원)이 추가되었다. 보상금 중 6억 9000만 셰켈(약 2300억 원)은 정착민에게 직접 지급하고, 2억 5800만 셰켈(약 860억 원)은 자영업자에게 지급하며, 남은 금액은 철수 관련 정부의 비용으로 사용하였다.
정착민을 대변했던 이츠하크 메론은 처음 제시했던 보상금은 법적 공방 끝에 받은 금액에 비해 50분의 1에서 6분의 1 뿐이었으며, 이주할 아파트가 준비되기 전 생활할 호텔 방조차 부족했다며, 이스라엘 정부가 실향민 지원보다 방위군 증강에만 관심을 기울인다고 비판하였다.
이스라엘 조사위원회에 따르면, 정부는 보상 계획을 제대로 이행하지 못했다. 2006년 4월 기준, 가족에게 지급된 보상금은 새 직장을 찾을 때까지라는 명목 하에 약 4만 셰켈(약 1300만 원)을 일회성으로 지급한 것에 불과했으며, 심지어 정착촌을 떠난 사람 대부분이 중년층으로 농지를 잃어버렸다는 점에서 현실적으로 새 직장을 찾기 힘들었다. 또한 보상금을 받기 위해서는 법적 협상을 치뤄야 했다.
2007년 기준, 철수한 정착민 중 56.8%가 새 직장을 찾았고, 22.3%는 실직 상태로 새 직장을 찾고 있었으며, 31.2%는 직장 찾기를 포기한 상태로 정부 지원금만으로 생활하고 있었다. 정착민의 평균 월급은 5,380 셰켈(약 127만 원)에 불과했는데, 이는 철수 전 평균 월급에서 39% 떨어진 수치이다. 철수 전 정착민의 평균 월급이 이스라엘 전체 평균보다 높았던 데 반해, 철수 후에는 이스라엘 전체 평균보다 낮아졌다. 또한, 가자 정착촌에 비해 물가가 높아져, 실질적인 삶의 질은 더 떨어졌다.
철수 직후 정착민은 임시로 호텔에 묵었는데, 길게는 반 년까지 지내기도 했다. 이후에는 새 주택을 짓기 전까지 '카라빌라'라고 부른 이동식 주택에서 생활하게 했는데, 2014년 6월 기준 정착민 중 40%만이 영구 주택으로 옮겨갔으며, 60%가 아직도 카라빌라에 살고 있었다. 2014년 7월에는 정착민을 위한 마을 11개가 추가로 완성되어, 그 중 10곳에 정착민이 거주하기 시작하였다 새로 지은 마을 다수는 이름을 과거 가자 정착촌의 이름을 따 붙였다. 2010년에는 파산한 사업가를 위한 기초 연금 지급법이 크네세트에서 통과되었다.

### 파타-하마스 분쟁
철수 이후, 2006년 팔레스타인 총선을 통해 하마스가 팔레스타인 정부로 선출되었으며, 결과적으로 그 해 말 여름비 작전으로 이어졌다.
2006년 팔레스타인인 다수가 정치적 불안정 및 '경제적 압박'으로 인해 가자 지구를 떠나고 있다는 소식이 전해졌으며, 2007년 1월, 파타와 하마스가 해결책이 보이지 않는 상태로 계속 전투를 이어갔으며, 전투 위치는 가자 지구 전체로 확장되었다. 가자 지구에서의 지속적인 로켓 공격으로 인해 이스라엘은 공습을 감행해 하마스가 사용하는 건물을 파괴하였다. 2007년 파타-하마스 분쟁은 정점에 달했으며, 하마스가 가자 지구 전체를 점령하였다.

### 박물관
2008년 8월, 예루살렘 마하네 예후다 시장 근처에 구시 카티프 박물관이 개관하였다. 박물관장 얀켈레 클레인은 이를 가자 21개 정착촌의 강제 퇴거와, 돌아가기를 바라는 쫓겨난 사람들의 갈망을 예술적으로 기념하는 것으로 본다고 밝혔다. 박물관에는 가자 거주민과, 퇴거에 관여하거나 영감을 받은 사진가 및 예술가의 작품이 전시되어 있다.
닛잔에 있는 구시 카티프 유산 센터에서는 구시 카티프에서 살던 사람들이 가이드 투어를 제공하고 있다. 프로젝트의 조직자인 로렌스 베지즈는 "우리의 목표는 구시 카티프에서 이스라엘의 땅을 개척한 35년 간의 역사를 들려주고 구시 카티프에서의 삶이 어떠하였는지 통찰할 수 있게끔 하는 것"이라고 말했다.

## 반응

### 이스라엘 내부의 반대
2004년 7월 25일, 철수 계획에 반대하며 국민 투표를 주장하는 이스라엘인 수천 인이 니사니트(이후 보안 문제로 에레즈 국경검문소로 옮김)부터 예루살렘 통곡의 벽까지 90 km 가량 인간 사슬을 만들었다. 8월 10일에는 이스라엘인 10만 명 가량이 '구시 카티프와 사마리아를 지지하는 100개 도시'라는 표어를 내세우며 이스라엘 내 여러 도시를 행진하였다.
2004년 10월 6일, 하아레츠와의 인터뷰에서 도브 비스게라스는 "철수 계획의 중요성은 평화 협상의 동결이다... 평화 협상을 멈추면, 팔레스타인 국가의 성립을 막을 수 있고, 난민, 국경, 예루살렘에 대한 논의도 차단할 수 있다. 철수는 필요한 만큼의 폼알데하이드를 공급해서 팔레스타인과 정치적 협상이 없게끔 해 준다"고 언급하였는데, 이는 샤론이 의도적으로 평화 협상을 무산시키려 한다는, 철수 계획을 비판하는 측의 주장에 힘을 실어 주었다.
2005년 8월 10일, 아브라함 샤피라, 오바디아 요세프, 모르데하이 엘리야후 등 주요 유대교 인사의 호소에 따라, 7만 (경찰 측 추산) ~ 25만 (주최 측 추산) 명에 달하는 유대인이 통곡의 벽에 모여 계획된 철수를 취소해 달라고 기도를 올리는 것을 중심으로 한 집회를 열었다. 집회 인원이 통곡의 벽에 다 모일 수 없어, 구시가 전역과 예루살렘 주변으로까지 퍼질 정도였으며, 1991년 마드리드 회담 반대 시위 이후 15년 간 열린 기도 집회 중 제일 규모가 컸다. 8월 11일에는 15만 (경착 측 추산) ~ 30만 (주최 측 추산) 명이 텔아비브의 라빈 광장에 모여 철수 반대 집회를 열었다. 주최 측은 이를 '이스라엘에서 열린 사상 최대의 공개 항의 시위'로 불렀으며, 경찰 대변인도 최근 열린 시위 중 가장 큰 규모였다고 확인하였다.

### 아랍의 반응
2005년 8월 8일, 하아레츠는 팔레스타인 자치 기구의 종교 성직자인, 라말라의 무프티 셰이크 야말 알바와트나가, 철수를 미룰 수 있다는 염려로 인해 파트와로써 이스라엘 보안군과 정착촌 총격을 금지하였다고 인용하였다. 하아레츠는 이 발언이 이슬람교 성직자가 최초로 이스라엘군에 총격을 가하지 말라고 금지한 사례였다고 덧붙였다.
2005년 8월 15일, 이스라엘이 실제로 철수하지 않을 것이라는 오랜 의심 끝에, 아랍 전역에서 철수에 따른 환호가 일어났다.

### 국제적 입장

#### 미국
미국의 대통령 조지 W. 부시는 가자 철수 계획을 중동 평화 로드맵의 긍정적인 단계로 보고 지지하였다. 2005년 4월 11일, 부시는 샤론 총리와의 공동 기자회견에서 다음과 같은 발언을 남겼다.
 저는 서안 지구 일부와 가자 지구에서 철수하겠다는 용기 있는 결단을 강력하게 지지합니다. 총리는 철수 계획의 적용에 관하여 팔레스타인인과 협의할 의사를 보였습니다. 저는 팔레스타인 지도부가 총리의 제안을 수용할 것을 촉구합니다. 이스라엘과 팔레스타인은 서로 협력함으로써 평화적인 변화의 토대를 마련할 수 있을 것입니다. 
최종 평화 협정의 일환으로서, 이스라엘은 안전하고 인정된 국경을 확보해야 하며, 이는 안전 보장 이사회 결의 제242호 및 제338호에 부합하게끔 당사자 간의 협상에서 나와야 합니다. 이미 존재하는 주요 이스라엘 인구 밀집지를 포함해, 새로운 현실에 비추어 볼 때, 최종 협상으로서 1949년 휴전선을 완전히 돌려놓는 것은 비현실적입니다. 
또한 부시는 같은 해 5월 26일, 백악관 장미원에서 이루어진 팔레스타인 지도자 마흐무드 압바스와의 공동 기자회견에서 다음과 같이 말했다.
이스라엘의 가자 지구 및 서안 지구 일부에서의 철수가 임박함에 따라, 로드맵으로의 복귀를 위한 토대를 마련할 기회가 생기고 있습니다... 가자 철수가 성공적이게끔 돕기 위해, 미국은 가자에서의 주택 및 기반 시설 건설을 위해 팔레스타인 자치 정부에게 5000억 달러를 제공할 것입니다. 
최종 지위 협정은 양 당사자 간에 이루어져야 하며, 1949년 휴전선을 변경하기 위해서는 쌍방의 동의가 있어야 합니다. 실행 가능한 양국 방안은 서안 지구가 연속적이게끔 보장해야 하며, 흩어진 여러 땅을 모은 국가로 만들어져서는 안 됩니다. 또한 서안 지구와 가자 지구 사이에도 의미 있는 연결이 있어야 합니다. 이것이 지금 미국의 입장이며, 최종 협상 시 미국의 입장이 될 것입니다. 

#### 유럽언합
유럽 연합 외교 문제·안보 정책 고위대표 하비에르 솔라나는 2004년 6월 10일 다음과 같은 입장을 남겼다.
저는 이스라엘 총리의 가자 철수 제안을 환영합니다. 이는 안전 보장 이사회가 지지했던 중동 평화 로드맵의 적용을 재시작할 기회를 나타냅니다.
아일랜드가 유럽연합 대표직을 맡고 있던 시기, 아일랜드 외교부 장관 브라이언 카우언은 서안 지구 전체에서의 철수를 다루지 않는다는 점에서 유럽연합은 철수 계획에 반대한다고 밝히며, 유럽연합은 "양 측의 동의가 아닌 한, 1967년 이전 국경의 어떠한 변화도 인정하지 않을 것이다"고 말했다. 하지만 이와 별도로, 유럽연합은 평화 로드맵의 일환으로서 잠정적으로 철수 계획을 지지하였다.

#### 유엔
유엔 사무총장 코피 아난은 2005년 8월 18일 고통스러운 철수 과정을 진행한 샤론 총리의 '용기있는 결정'을 공개적으로 칭찬하며, "팔레스타인과 이스라엘 모두 이 어려운 시기에 억제력을 발휘할 것"이며, 중동 콰르텟이 발표했던 계획과 관련하여, "성공적인 철수가 로드맵에 따른 평화 협상 재개의 첫 단계가 될 것이라고 믿는다"고 밝혔다.

유엔 사무차장 이브라힘 감바리는 2005년 8월 24일에 안전 보장 이사회에 다음과 같이 보고하였다.
이스라엘은 지속적인 평화를 달성하기 위해 필수적인 행동을 할 수 있는 성숙함이 있음을 보였으며, 이스라엘 방위군은 신중하게 조율된 자제를 통해 임무를 수행할 수 있는 능력을 보였다. 샤론 총리는 강하고 공격적인 내부 반대에 직면해 철수를 수행한 의지와 결단력에 대해 칭찬받아야 한다.

### 이스라엘의 여론 조사
철수 계획에 대한 여론조사 결과는 일반적으로 찬성이 50~60% 가량, 반대가 30~40% 가량으로 산출되었다. 2005년 6월 9일, 다하프 연구소/예디오트 아하로노트가 진행한 여론조사에서는 찬성 53%, 반대 38%로 드러났으며, 같은 해 6월 17일 공개된 전화 여론조사에 따르면 이스라엘에 거주하는 유대인 중 54%가 찬성하였다.
6월 29일 미드감 여론조사 기업이 실시한 조사에서는 지지 48%, 반대 41%로, 같은 날 진행한 다하프 연구소/예디오트 아하로노트 조사에서는 지지 62%, 반대 31%라는 결과가 나왔다.
7월 17일 텔아비브 대학교 미디어, 사회, 정치 연구소가 진행한 여론 조사에 따르면, 응답자의 48%가 철수 계획을 지지하며, 43%는 철수 이후 팔레스타인의 테러가 증가할 것이라고, 25%는 테러가 감소할 것이라고 보았다.
2004년 9월 15일, 마리브에 공개된 조사 결과는 다음과 같았다.
- 69%가 계획 도입 여부에 대한 국민 총투표 실시에 찬성하였으며, 26%는 크네세트의 승인만으로도 충분하다고 보았다.
- 총투표가 실시된다고 할 경우, 58%가 철수 계획에 찬성할 것이며, 29%는 반대할 것이다.

### 이스라엘 언론 보도에 대한 의혹
이스라엘에서 활동하는 비정부 기구 케셰브는 이스라엘 언론이 '철수 반대파가 제기하는 위협을 과대평가하고 극단적인 상황만을 강조한다'고 주장하였다. 케셰브의 보고서에는 다음과 같은 내용이 담겼다.
| “ | 철수 몇 주 후부터 대피 시점까지 이스라엘 언론은 정착민과 보안군 사이 폭력적인 대치가 일어날 수 있다고 반복적으로 경고하였다. 이러한 이야기는 실제로 실현되지 않았음에도 헤드라인을 차지했다. | ” |

| “ | 대부분 이야기에서 들려오는 평온했던 현실과, 헤드라인에서 암시하는 전체적인 그림 사이의 불일치는 철수 이야기 전체에서 명확하다. 가자 지구의 정착민이 자발적으로 보유한 무기에 대한 정보 억압, 철수 전 가자 지구에 침입한 우익 시위대의 수 과장, 정착민의 시위 목적의 와전, 보안군과 정착민 간 협력의 과소평가 등이 있었다. | ” |

케셰브의 주장에 따르면, 이스라엘 매체는 '극단적인 예측을 완화하는' 기사를 '오해의 소지가 있는 헤드라인의 뒤페이지로 강등'하였으며, 편집자들은 하나같이 '전쟁과 같은 상태'라는 '하나의 지배적인, 불길한 메시지'를 전했다. 케셰브는 또한 정착민들의 대중적 이미지가 악화되어, 결국 정보가 와전됨에 따른 대가는 정착민이 치뤘다고 보았다.

## 같이 보기
- 요르단의 서안 지구 합병
- 아랍 연합 공화국의 가자 지구 점령
- 팔레스타인의 이스라엘 로켓 공격

### 공식 문서
- The Cabinet Resolution Regarding the Disengagement Plan, Revised Disengagement Plan – Main Principles. Israel MFA, June 6, 2004
- PM Sharon's Statement on the Day of the Implementation of the Disengagement Plan from the Israeli Prime Minister's Office
- Israel's Disengagement Plan: Renewing the Peace Process Official website from the Israel Ministry of Foreign affairs.
- Jan 2005.htm Israel's Disengagement Plan: Selected Documents Official website from the Israel Ministry of Foreign affairs.
- Ariel Sharon's Disengagement Plan and President Bush's letter accepting it at MidEastWeb for Coexistence
- Map of disengagement plan showing settlements to be evacuated at MidEastWeb for Coexistence
- Map

### 뉴스 및 해설
- Pictures of the Mass Prayer Rally against the disengagement plan at the Western Wall in Jerusalem
- Pictures of the Mass Rally in Tel Aviv against the disengagement plan
- Ariel Sharon's Disengagement Plan – From Ariel Sharon's Life Story – A biography